# 김의택
김의택(金義澤, 1909년 2월 6일 ~ 1983년 2월 1일)은 대한민국 정치인이다. 제3·4·5·8대 국회의원을 역임했다. 전라남도 함평군 출신이며, 본관은 나주, 호는 인암(仁庵)이다.

## 학력
- 광주농업학교 졸업

## 약력
- 충북ㆍ전남도경찰국장
- 경기도수원경찰서장
- 대한메리야스연합회이사
- 민주당조직부장
- 민주당원내총무
- 신민당전당대회의장
- 대한상공일보사이사
- 신민당지도위원
- 민권당총재

## 역대 선거 결과
|  | 26.94% |

|  | 50.30% |

|  | 63.27% |

|  | 17.19% |

|  | 44.4% |

|  | 0.5% |